# أولاد زمام
أولاد زمام هي قرية مغربية شمال المملكة. تنتمي أولاد زمام لإقليم الفقيه بنصالح. يضم مركز هذه القرية 31.905 نسمة (إحصاء 2004).